# Verónica Roberts
Verónica Roberts Olcay (Santiago, 15 de marzo de 1983) es una exmodelo chilena. Se hizo conocida tras obtener el título de Miss Chile y representar a su país en el certamen Miss Mundo.

## Carrera
Proveniente del mundo de la publicidad, en 1999 Verónica Roberts obtuvo el título de Miss 17 en el concurso que organizaba la revista juvenil del mismo nombre.
En 2004 se coronó Miss Chile para el concurso Miss Mundo, por lo que viajó a la final realizada en Sanya, República Popular de China. Quedó en el Top 25 de la sección de talentos.
Aún con la corona, Canal 13 le propuso ingresar a La granja VIP, el primer reality show de famosos y que tenía a Pamela Díaz, Coca Mendoza, Cathy Barriga, DJ Black y Sandra O'Ryan entre sus rostros. Según el diario The Clinic, Roberts fue "una participante que parecía estar en corral equivocado. O al menos distinto", sin embargo, destacó en las pruebas de destreza física y obtuvo el cuarto lugar de la competencia.
Tras esa experiencia participó en diversos programas de televisión como Siempre contigo, La noche del Mundial, El baile en TVN entre otros. Además, actuó en un capítulo de la sitcom La Nany, versión local de The Nanny.
Alejada de los medios, estudió kinesiología en la Universidad Finis Terrae.